# Guess (canción)
«Guess» es una canción de la cantante británica Charli XCX, incluida en la edición de lujo de su sexto álbum de estudio Brat and It's the Same but There's Three More Songs So It's Not (2024). Charli XCX escribió la canción junto a Dylan Brady de 100 Gecs y The Dare, mientras que la producción estuvo a cargo de este último. Tras su lanzamiento, la canción fue descrita como «descaradamente coqueta y sugerente». El 1 de agosto de 2024, se lanzó una remezcla con la participación de la cantautora estadounidense Billie Eilish, siendo la cuarta remezcla promocional del álbum.

## Remezcla con Billie Eilish

### Antecedentes
El 31 de julio de 2024, Charli XCX publicó en sus redes sociales la portada de una remezcla de «Guess» y le pidió a sus seguidores que adivinaran quien era la artista invitada basándose en la portada, que muestra solo los perfiles inferiores de ambas artistas. Se ve a la cantante con una minifalda mientras que la colaboradora usa jeans holgados y varios anillos en su mano. Basándose en los detalles, los fanes rápidamente descubrieron que la artista invitada era Billie Eilish. Ese mismo día, los fanes compartieron fotos de volantes pidiendo a la gente que llamara a un número de teléfono que reproduce un fragmento de la remezcla. El 1 de agosto, Charli XCX confirmó la remezcla con Eilish, titulada «Guess featuring Billie Eilish», y anunció el lanzamiento para el día siguiente.

### Videoclip
Un videoclip acompañante dirigido por Aidan Zamiri fue lanzado simultáneamente con la remezcla. De acuerdo con Zamiri, el video fue filmado el 28 de julio de 2024, solo cuatro días antes de su lanzamiento. El video empieza en una fiesta en casa organizada por Charli XCX, donde Eilish aparece conduciendo una excavadora a través de la pared. Luego, las dos caminan por la calle donde caen piezas de ropa interior femenina del cielo antes de trepar una pila de ellas. El video termina con un mensaje que revela que las prendas sin usar que se usaron en el video serían donadas a I Support the Girls, una organización benéfica estadounidense que distribuye ropa interior y productos para la menstruación a mujeres que sufren violencia doméstica, falta de vivienda y dificultades. La organización benéfica declaró más tarde que había recibido 10,000 pares, muchos de los cuales eran «sexys».

## Posicionamiento en listas
| Listas (2024)                               | Mejor posición |
| ------------------------------------------- | -------------- |
| Argentina (Argentina Hot 100)               | 100            |
| Australia (ARIA)                            | 1              |
| Brasil (Brasil Hot 100)                     | 46             |
| Canadá (Canadian Hot 100)                   | 9              |
| Croacia (Billboard)                         | 12             |
| República Checa (Singles Digitál Top 100)   | 5              |
| Dinamarca (Tracklisten)                     | 8              |
| Finlandia (OFC)                             | 11             |
| Francia (SNEP)                              | 53             |
| Alemania (Offizielle Deutsche Charts)       | 14             |
| Global 200 (Billboard)                      | 3              |
| Hungría (Single Top 40)                     | 30             |
| Islandia (Plötutíðindi)                     | 9              |
| Irlanda (IRMA)                              | 1              |
| Italia (FIMI)                               | 49             |
| Japón (Billboard Japan)                     | 9              |
| Letonia (LAIPA)                             | 1              |
| Lituania (AGATA)                            | 1              |
| Países Bajos (Billboard)                    | 8              |
| Países Bajos (Mega Single Top 100)          | 14             |
| Nueva Zelanda (RMNZ)                        | 1              |
| Noruega (VG-lista)                          | 9              |
| Polonia (Polish Streaming Top 100)          | 9              |
| Eslovaquia (Singles Digitál Top 100)        | 11             |
| Corea del Sur (Circle)                      | 113            |
| Corea del Sur (Circle)                      | 118            |
| España (PROMUSICAE)                         | 36             |
| Suecia (Sverigetopplistan)                  | 7              |
| Reino Unido (UK Singles Chart)              | 1              |
| Estados Unidos (Billboard Hot 100)          | 12             |
| Estados Unidos (Hot Dance/Electronic Songs) | 1              |